# 6508 Rolčík
6508 Rolčík là một tiểu hành tinh vành đai chính với chu kỳ quỹ đạo là 1622.0226704 ngày (4.44 năm).
Nó được phát hiện ngày 22 tháng 8 năm 1982.